# Andreas Neunhaber
Andreas Neunhaber (* 1603 in Danzig; † 1663 daselbst) war ein deutscher Organist der Norddeutschen Orgelschule.
Neunhaber war Schüler von Matthias Läder, Tarquinio Merula in Warschau und Paul Siefert in Danzig und seit 1637 Organist an der Chororgel der dortigen Marienkirche. 1640 wechselte er an die Danziger Katharinenkirche und hatte dort bis zum Tode ebenfalls das Amt des Organisten inne.
Neunhaber schuf einige Choralbearbeitungen für Orgel.